# História de Unamón

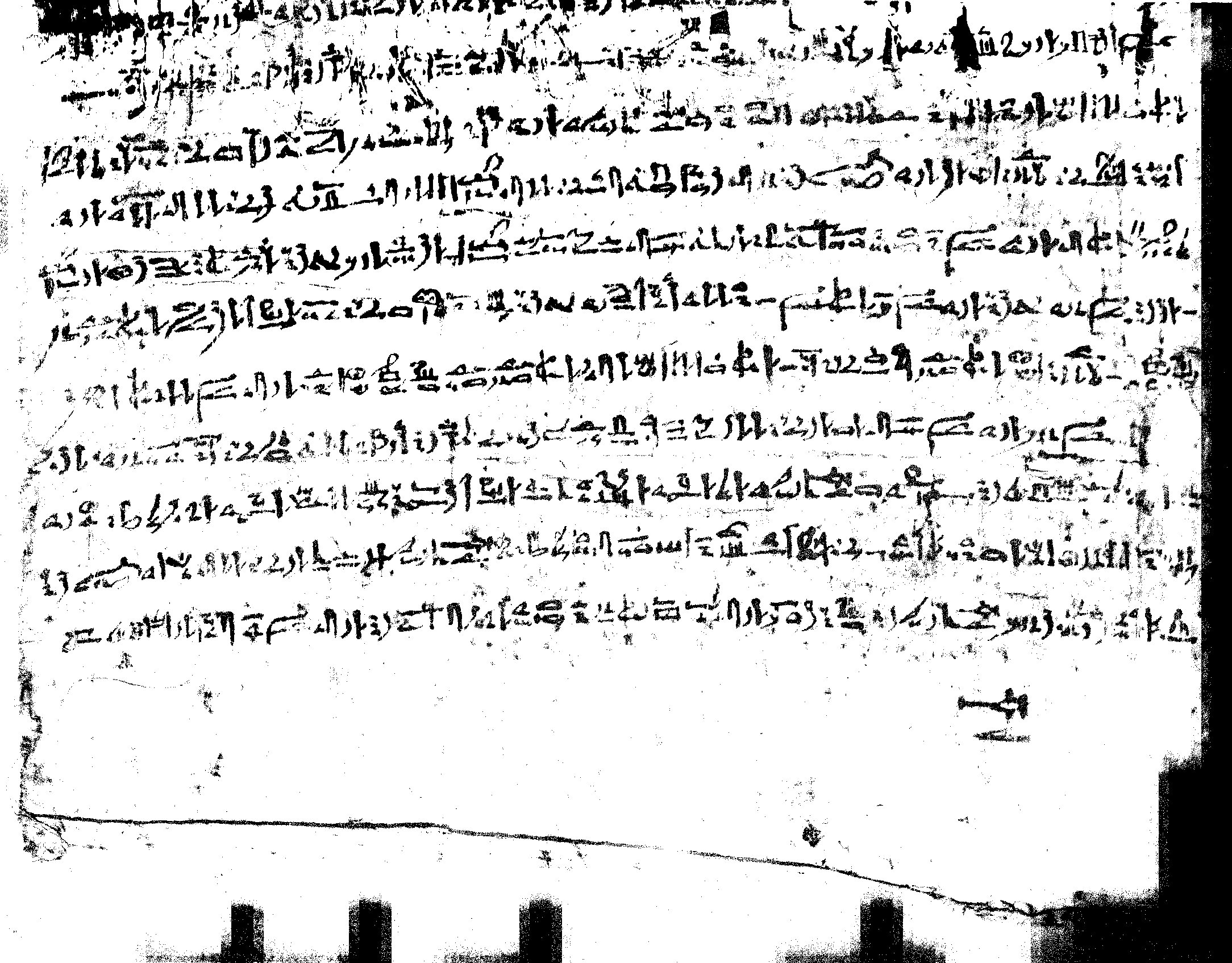
Papiro Pushkin 120, com a História de Unamón.

A História de Unamón, também chamada de as Aventuras de Unamón, ou apenas Unamón (Wenamun), é um texto egípcio antigo escrito em hierático tardio. Este documento é conhecido como uma cópia incompleta, encontrado em 1890 em El Hiba, no Egito. Comprado no Cairo pelo egiptólogo russo Vladimir Golenishchev, o papiro foi depositado mais tarde na coleção do Museu Pushkin, em Moscou, oficialmente intitulado Papiro Pushkin 120. O texto hierático foi publicado em 1960 em Korostovcev, e o texto hieroglífico foi publicado pela primeira vez em 1932 por Alan Gardiner.

## Descoberta
O papiro de duas páginas é de procedência desconhecida. Foi relatado como descoberto em uma escavação ilícita em El Hiba, Egito e foi comprado por Vladimir Golenishchev em 1891-92. Golenishchev publicou o manuscrito em 1897-99.

## Texto
A história se passa no Ano 5, provavelmente o quinto ano do "Renascimento" do décimo e último rei da XX dinastia, o faraó Ramessés XI - período correspondente ao 19º ano do seu reinado. Arno Egberts (1991) sugeriu a hipótese de que este foi o quinto ano do reinado de Esmendes, o primeiro rei da XXI dinastia. Esta teoria pressupõe que o sumo sacerdote Herihor sucedeu Piiê (normalmente a ordem é inversa), e não encontrou nenhum grande entusiasmo entre os egiptólogos.
A história começa com a apresentação do personagem principal, Unamón, sacerdote de Ámon em Carnaque. O sumo sacerdote Herihor pede que viaje a Biblos, Fenícia, para encontrar madeira (provavelmente cedrus) e construir um novo barco sagrado que será usado na procissão de Ámon. Após visitar Esmendes em Tânis, Unamón para no porto de Dor, regido pelo príncipe Tyeker Beder.
Ele é saqueado durante esta pequena pausa. Ao voltar a Biblos, Unamón é surpreendido com a recepção que é feita. Depois de conseguir audiência com o rei Zakar-Baal, este último se recusou a entregá-lo a madeira perdida, ao contrário de pedir o sacerdote deve pagar por notícias - uma prática contrária à tradição. Então Unamón teve que pedir mais ouro a Esmendes, um gesto humilhante. Após cerca de um ano de espera em Biblos, ele tenta deixar o Egito, dirigindo-se a Alashiya (Chipre), onde queriam matá-lo, antes de receber a proteção da rainha Hatbi. A história termina aqui, embora Unamón provavelmente tentou voltar ao Egito depois de suas aventuras.

## Análises

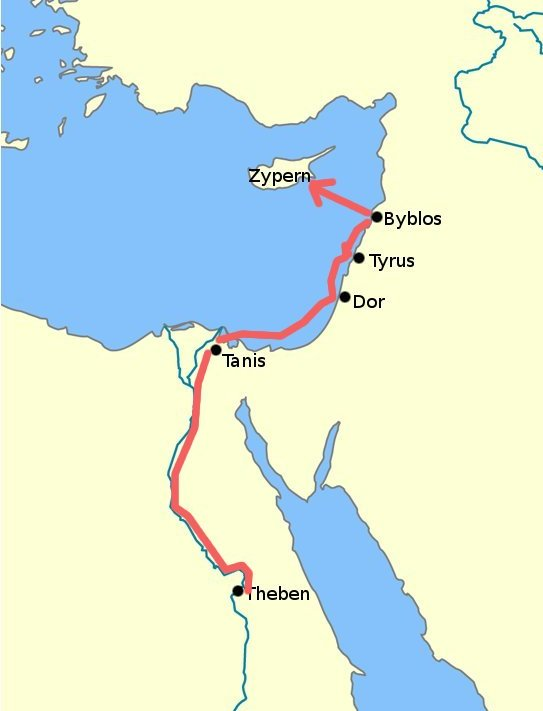
Esse mapa mostra a rota da jornada de Unamón, da antiga história egípcia "história de Unamón"

Durante muito tempo pensou-se que a História da Unamón descrevia uma realidade histórica, provavelmente escrito pelo próprio, narrando suas aventuras. No entanto, depois de 1980, a análise de texto e outros dados mostraram que se trata de uma ficção. Esta opinião é partilhada pela maioria dos egiptólogos que estudaram este documento.
A análise literária realizada por Egberts estudou o estilo, ironia, diálogos retóricos, imagens, reflexão política, teológica e cultural. Algumas características gramaticais específicas desmentem também a natureza literária do texto. Estudos paleográficos datam o documento da XXII dinastia, e a presença de alguns anacronismos parecem certificar a sua origem tardia. No entanto, o texto parece conter elementos históricos de grande interesse para os historiadores que estudam o Império Novo do Egito e o Terceiro Período Intermediário.